# Mundat Rouffach
Het Mundat Rouffach (Duits: Mundat Rufach) was een historisch gebied in de Elzas.
Binnen het prinsbisdom Straatsburg was het Mundat (= immuniteit) Rouffach een gebied met een bijzondere status. Het bisdom Straatsburg kreeg de imminiteit over een gebied in de Opper-Elzas van de Frankische koning Dagobert II. Dit gebied lag niet binnen zijn eigen diocees, maar binnen die van de bisschop van Bazel. Oorspronkelijk was het Mundat groter, maar in de middeleeuwen gingen er gebieden verloren aan naburige abdijen en heerlijkheden.
De situatie rond het Mundat was dus anders dan bij de andere prinsbisdommen binnen het Heilige Roomse Rijk, welke hun wereldlijke macht veel later tijdens de Ottoonse keizers verwierven. De bisschop van Straatsburg verkreeg in die periode ook wereldlijke macht in gebieden binnen zijn eigen diocees.
Het bestuurscentrum van het Mundat was de burcht Isenbourg, waar de Opper-Voogd resideerde. De Opper-Voogdij kwam later als leen in handen van het Huis Habsburg, wat rond 1500 bijna leidde tot het verlies van het Mundat aan Voor-Oostenrijk. Het grootste dorp was Pfaffenheim. Andere belangrijke dorpen waren Guebwiller (Duits: Gebweiler) en Soultzmatt (Duits: Sulzmatt).

## Administratieve indeling
Het Mundat bestond uit de ambten:
- Rouffach
- Soultz (Duits: Sulz)
- Eguisheim (Duits: Egisheim)